# Davao oriental
Le Davao oriental est une province des Philippines.

## Villes et municipalités
Municipalités
- Baganga
- Banaybanay
- Boston
- Caraga
- Cateel
- Governor Generoso
- Lupon
- Manay
- San Isidro
- Tarragona

Villes
- Mati